# Sheldon Lee Glashow
Sheldon Lee Glashow (sinh năm 1932) là nhà vật lý người Mỹ. Ông được trao Giải Nobel Vật lý cùng với Abdus Salam và Steven Weinberg vào năm 1979 với công trình nghiên cứu lý thuyết thống nhất tương tác yếu và tương tác điện từ giữa các hạt cơ bản, tiên đoán sự tồn tại của dòng trung hòa yếu.